# Parlamento de Madagascar
O Parlamento de Madagascar (em malgaxe: Antenimieran'i Madagasikara) é o órgão legislativo bicameral da república de Madagascar.
É composto por:
- O Senado, sua câmara alta constituída por 18 senadores, dos quais 12 são eleitos por sufrágio indireto e 6 são nomeados pelo presidente;[1]
- A Assembleia Nacional, sua câmara baixa constituída por 151 deputados eleitos por cinco anos por sufrágio direto.[2]